# Sabine Ladurner
Sabine Ladurner (Merano, 16 ottobre 1960) è un'ex mezzofondista ed ex maratoneta italiana.

## Biografia
Ha partecipato a due edizioni consecutive (1979 e 1980) dei Mondiali di corsa campestre.
Il suo record italiano juniores dei 3000 m piani è stato imbattuto per più di 30 anni (l'ha migliorato Nadia Battocletti nel 2019).

## Record nazionali
Promesse
1 ora - 17017 m ( Rieti, 24 aprile 1982)
Juniores
3000 m piani - 9'07"0 ( Firenze, 6 giugno 1979)

## Palmarès
| Anno | Manifestazione    | Sede     | Evento         | Risultato | Prestazione | Note |
| ---- | ----------------- | -------- | -------------- | --------- | ----------- | ---- |
| 1979 | Mondiali di cross | Limerick | Corsa seniores | 16ª       | 17'57"      |      |
| 1979 | Mondiali di cross | Limerick | A squadre      |           |             |      |
| 1980 | Mondiali di cross | Parigi   | Corsa seniores | 39ª       | 16'46"      |      |
| 1980 | Mondiali di cross | Parigi   | A squadre      | 5ª        | 101 p.      |      |

## Campionati nazionali
1979
- Argento ai campionati italiani di corsa campestre - 14'20"

1980
- Bronzo ai campionati italiani assoluti, 3000 m piani - 9'25"5
- 6ª ai campionati italiani di corsa campestre - 14'53"8
- 4ª ai campionati italiani di corsa in montagna - 28'03"9

1981
- 5ª ai campionati italiani di corsa campestre - 17'17"1

1982
- 6ª ai campionati italiani di corsa campestre - 14'57"

1984
- 5ª ai campionati italiani assoluti, 3000 m piani - 9'31"18

## Altre competizioni internazionali
1979
- 5ª alla Cinque Mulini ( San Vittore Olona) - 18'07"
- Argento al Cross della Vallagarina ( Villa Lagarina) - 17'16"2

1980
- 7ª al Campaccio ( San Giorgio su Legnano) - 14'33"9
- Bronzo al Cross della Vallagarina ( Villa Lagarina) - 16'46"9

1981
- 11ª al Cross della Vallagarina ( Villa Lagarina) - 16'34"

1982
- Argento al Cross della Vallagarina ( Villa Lagarina) - 16'52"5

1983
- 8ª al Cross di Alà dei Sardi ( Alà dei Sardi)

1984
- 9ª alla Maratona di Berlino ( Berlino) - 2h48'06"